# Arthur Nutt
Arthur Nutt (* 1895 in New Rochelle, New York ; † 1983 in Boca Raton, Florida) war ein US-amerikanischer Ingenieur, der sich auf die Entwicklung von Flugzeugmotoren spezialisierte.

## Leben
Arthur Nutt absolvierte 1916 seinen Bachelor in Maschinenbau. Er ging nach dem Abschluss zur Curtiss Aeroplane and Motor Corporation und arbeitete zunächst in der Abteilung Montage. Später wurde er Motorenentwickler und schließlich Chefkonstrukteur bei Curtiss. In seinen Schaffenszeitraum fiel die Entwicklung des Curtiss D-12, des Curtiss V-1570 und des Curtiss R-1454.
Nach dem Zusammenschluss von Curtiss und Wright 1930 wurde er stellvertretender Entwicklungsleiter. 1944 wurde Leiter der Flugzeugentwicklung für die Packard Motor Car Company. 1949 machte sich Nutt mit der Arthur Nutt and Associates, einem Konstruktionsbüro, selbstständig. 1951 ging er als stellvertretender Entwicklungschef zu Lycoming, bis er sich 1959 zur Ruhe setzte. 1978 wurde er in die Hall of Fame der Luftfahrtpioniere aufgenommen.
| Personendaten    | Personendaten               |
| ---------------- | --------------------------- |
| NAME             | Nutt, Arthur                |
| KURZBESCHREIBUNG | US-amerikanischer Ingenieur |
| GEBURTSDATUM     | 1895                        |
| GEBURTSORT       | New Rochelle                |
| STERBEDATUM      | 1983                        |
| STERBEORT        | Boca Raton                  |